# Aimé Felix Tschiffely
Aimé Felix Tschiffely, född 7 maj 1895 i Zofingen, död 5 januari 1954 i London, var en schweizisk lärare, författare och äventyrare. Han blev känd både i Sydamerika och USA när han red från Buenos Aires till Washington, D.C.. Senare fick han ett internationellt genombrott med sin bok Tschiffely’s Ride (1933). År 1925 påbörjade han resan i Buenos Aires med två Criollohästar: Mancha och Gato. 1928 kom han fram i Washington efter runt 16 000 kilometer i sadeln.